# Henry Poulet
Pour les articles homonymes, voir Poulet.
Henry Jean Poulet, né le 16 février 1874 à Thiaucourt, décédé le 27 mars 1941 à Neuilly-sur-Seine fut secrétaire particulier d'Émile Loubet (président de la République de 1899 à 1906), puis conseiller d'État. 
Préfet du Haut-Rhin de 1918 à 1920, il est l'auteur de plusieurs articles de revue sur l'histoire de Thiaucourt et de ses environs.

## Œuvres
- Une petite ville lorraine à la fin du XVIIIe siècle et pendant la Révolution : Thiaucourt (1787-1799), Berger-Levrault, 1904 (Extrait des ″Annales de l'Est″), 196 p.
- Les Volontaires de la Meurthe aux armées de la Révolution (levée de 1791), Berger-Levrault, 1910.
- L'émigration en Lorraine - L'affaire Chappes-Lassaulx et les émigrés d’Étain, parue en 8 chapitres en 1912 et 1913 dans la revue régionale "Histoire du Pays Lorrain et du Pays Messin".
- Vieilles abbayes de Lorraine : Saint-Benoit-en-Woëvre, Revue lorraine illustrée, 1913, p. 113-145
- Le Général Humbert (1767-1823), in Le Pays lorrain, dir. Charles Sadoul, 1925
- De la Meuse à la Moselle. La vallée du Rupt-de-Mad, in Le Pays lorrain, 1934, p. 449-474.

## Sources
- Notice de la BNF sur BN Opale Plus.
- gallica.bnf.fr